# Àcid sòrbic
|  | No s'ha de confondre amb àcid ascòrbic, vitamina C. |

L'àcid sòrbic o àcid 2,4-hexandienoic és un compost orgànic natural, de color blanc i amb un gust àcid moderat. S'utilitza com a conservant alimentari (E 200), com que evita l'aparició de fongs, floridures o llevats en aliments i begudes i com a intermedi en la fabricació de lubrificants i plastificants. Utilitzat en la producció del vi, pot produir una olor de gerani. S'utilitza també en el tractament de la constipació.
El 1859, el químic alemany August Wilhelm von Hofmann va hidrolitzar l'àcid d'una substància oleaginosa (la lactona 5,6-Dihydro-6-methyl-2H-pyran-2-on) extreta de les baies immadures de la moixera de guilla. El nom prové del nom científic d'aquest arbre: sorbus aucuparia.